# Öppettider
Begreppet öppettider för butiker och försäljning varierar från land till land.

## Länder

### Förenade arabemiraten
På fredag är en del mindre butiker stängda medan de flesta andra öppnar efter fredagsbönen. Marknaderna är öppna endast på fredagar. Butikerna har ofta öppet sent på kvällen.
Typiska butiksöppettider:
- Lördag - torsdag 11:00 - 22:00
- Fredag ca 14:00 - 22:00.

### Israel
Israel, där majoriteten av befolkningen är judar, har oftast försäljning söndag till torsdag, eftersom den judiska sabbaten varar från fredag solnedgång till lördag solnedgång.
Typiska butiksöppettider:
- Söndag–torsdag

08:00 till 19:00
- Fredag

08:00 till 14:00
- Lördag

Stängt (en del öppnar för några timmar efter sabbatens slut vid solnedgången)
- I alla storstäder kan vissa butiker vara öppna under sabbaten, främst icke-judiska sådana.
- Många restauranger, biografer och kafeterior håller öppet på lördagar, främst i storstäder.
- Allt är stängt vid de judiska helgdagarna, förutom i storstäder som Tel Aviv.
- Jom kippur är den enda helgdagen där hela Israel har stängt.

### Kanada
Öppettider i Kanada regleras av varje region eller territorium, och i vissa provinser av enskilda kommuner. Som regel finns det inte mycket reglering av öppettider i någon del av landet.
Provinserna British Columbia, Alberta och Saskatchewan samt territorierna Yukon, Northwest Territories och Nunavut har inga regler alls. I Nova Scotia får butiker vara öppna när som helst förutom på Remembrance Day (11 november).
I Manitoba, Ontario, Québec, New Brunswick, Prince Edward Island och Newfoundland och Labrador är öppettiderna för butiker reglerad under helgdagar. I Manitoba får en butik vara öppen på söndagar 12:00–18:00 endast efter federalt godkännande. New Brunswick tillåter endast söndagsöppet efter federalt och provinstillstånd; annars får butiker vara söndagsöppna mellan augusti och nyår utan tillstånd.
Den fransktalande provinsen Québec har Kanadas mest strikta regler för butiksöppettider. Generellt får en butik vara öppen vardagar 08:00–21:00 och 8:00–17:00 lördag och söndag (förutom helgdagar).

### Storbritannien
De flesta butiker i Storbritannien får vara öppna när som helst, förutom på söndagar i England och Wales där en butik under söndagen endast får vara öppen i sex timmar. I Skottland finns inga regler.
Typiska butiksöppettider:
- Måndag-lördag

09:00/10:00 till 17:00/20:00
- Söndag

10:00/10:30 till 16:00/16:30

### Sverige
Sverige har sedan 1972 inga regler när det gäller hur länge och när en butik får vara öppen, förutom Systembolaget som måste ha stängt på söndagar. Förbud mot nattarbete regleras dock i arbetstidslagen och medför att affärer inom handelssektorn måste vara stängda mellan midnatt och klockan fem, om inte speciell dispens beviljats.
Från att affärstiderna tidigare varit oreglerade förutom att söndagsarbete i äldre tider setts som sabbatsbrott, infördes 1909 en lag som reglerade affärernas öppettider. 1939 infördes affärstidslagen, som förbjöd butiker att ha kvällsöppet (efter kl. 18) och helgöppet (efter lunchtid på lördagar). Något friare regler gällde för bensinstationer samt tidnings- och tobakskiosker. Från 1967 tilläts alla affärer ha öppet till kl. 20 på vardagar. 1972 avskaffades affärstidslagen och Sverige fick friare butiksöppettider, men mycket var fortfarande stängt under söndagar och kvällar. År 1975 var det fortfarande bara 17 procent av livsmedelsbutikerna som hade söndagsöppet regelbundet, 22 procent av varuhusen och nästan ingen fackhandel. 1975 tillsätts affärstidskommittén för att se över behovet av lagreglerade öppettider, men ingen ny affärstidsslag inrättades. I stället blev frågan omdebatterad fram till 1990-talet, då politiska partier och fackförbund alltmer givit upp kraven på reglering och de kristna argumenten i debatten definitivt avtonat.

### Tyskland
Tyskland har tidigare haft mycket strikta regler för öppettider. Den första lagen om affärsöppettider kom år 1900. Länge stängde butikerna kl. 18:30 måndag till fredag och kl. 14 på lördagar. Reglerna utökades efterhand med till exempel "långlördag" första lördagen i månaden år 1957, då butikerna fick ha öppet till klockan 18, och långa torsdagar från 1989 då butikerna fick ha öppet till 20:30. 2003 utökades de tillåtna öppettiderna till kl. 06:00-20:00 måndag till lördag. År 2006 beslutade förbundsdagen att varje förbundsland självt får besluta om butikernas öppettider, förutom på söndagar. Därefter har de flesta förbundsländer tagit bort öppettidslagstiftningen, och butikerna får ha öppet när de själva vill, förutom på söndagar. De flesta söndagar måste affärer vara stängda, utom bland annat försäljning på järnvägsstationer och flygplatser. Förbundsländerna kan bestämma att affärerna får ha öppet några söndagar per år, till exempel adventssöndagarna.
Typiska butiksöppettider:
- Måndag–lördag

08:00/10:00 till 18:00/20:00
- Söndag

Stängt

### USA
Generellt har USA inga regler för butikers öppettider, förutom en del delstater som förbjuder alkohol och/eller bilförsäljning på söndagar. En del countyn och städer i USA förbjuder dock söndagsförsäljning.
Bergen County (1 miljon invånare) i New Jersey, väster om New York City i New Yorks storstadsregion, förbjuder den mesta försäljningen på söndagar, men tillåter mat, medicin och bensin samt restauranger.
Typiska butiksöppettider:
- Måndag–lördag

10:00 till 19:00/21:30
- Söndag

11:00/12:00 till 16:00/19:00 eller stängt
- Matbutiker har generellt öppet varje dag 08:00–22:00.
- Några butiker, som CVS och Walmart, kan ha öppet dygnet runt, främst i storstäder.
- Små butiker stänger oftast tidigare än köpcenter, oftast runt 17:00/18:00; de stänger dessutom helt en eller två gånger i veckan, främst på söndagar.